# エヌアールイー中村亭
株式会社エヌアールイー中村亭（エヌアールイーなかむらてい）は、かつて東京都立川市に本社を置いていた駅構内営業業者。NREグループである。
鉄道開通まもなくより北口で旅館と汽車の待ち合いの茶屋として営業を始めたのが始まり。1901年(明治34年)に当時の甲武鉄道より立川駅仲売業及び駅構内売店業の承認を受ける。

## 沿革
- 1900年 - 株式会社中村亭設立。立川駅構内での営業開始。
- 1999年9月 - NREが株式会社中村亭を買収、株式会社エヌアールイー中村亭営業開始。
- 2002年 - 「復刻立川駅多摩辨」を復活販売。
- 2014年4月 - 株式会社日本レストランエンタプライズに吸収合併される。